# Dear Abby
Dear Abby er en klumme der blev startet i 1956 af Pauline Phillips under navnet Abigail Van Buren. Den videreføres i dag af Pauline Phillips' datter, Jeanne Phillips, som har retten til navnet.
Ifølge Pauline Phillips opstod navnet, Abigail Van Buren, ved at kombinere navnet på den bibelske figur Abigail fra Samuels bog med efternavnet på den tidligere amerikanske præsident Martin Van Buren.